# Jevetta Steele
Jevetta Steele (Gary, 11 novembre 1963) è una cantante statunitense.

## Biografia
Dopo aver lavorato in numerose produzioni teatrali ed aver recitato nel ruolo della protagonista nel musical The Gospel at Colonus, Jevetta Steele lavora principalmente come interprete di numerose colonne sonore. La sua interpretazione più ricordata è senz'altro Calling You per il film  Bagdad Café, che le valse una nomination agli Academy Award. La Steele ha anche lavorato per la colonna sonora del film Una moglie per papà.
Nella propria carriera ha collaborato con numerosi artisti come Prince, George Clinton, 10,000 Maniacs, e Mavis Staples, oltre ad aver cantato in alcune canzoni del gruppo norvegese A-ha.

## Discografia
- Jevetta Steele (1988)
- Hold Me (EP) (1992)
- Here It Is (1993)
- My Heart (2006)